# Anna Wörner
Anna Wörner (Garmisch-Partenkirchen, 27 settembre 1989) è una sciatrice freestyle tedesca, specialista dello ski cross.

## Biografia
In Coppa del Mondo ha esordito il 22 febbraio 2008 a Sierra Nevada (dove fu squalificata), ha ottenuto il primo podio il 7 gennaio 2011 a Sankt Johann in Tirol (3ª) e la prima vittoria l'11 febbraio dello stesso anno a Blue Mountain.
In carriera ha partecipato a due edizioni dei Giochi olimpici invernali, Vancouver 2010 (17ª nello ski cross) e Soči 2014 (9ª nello ski cross), e a due dei Campionati mondiali (5ª a Voss-Myrkdalen 2013 il miglior risultato).

## Palmarès

### Coppa del Mondo
- Miglior piazzamento in classifica generale: 21ª nel 2011.
- 5 podi:
  - 3 vittorie;
  - 1 secondo posto;
  - 1 terzo posto.

#### Coppa del Mondo - vittorie
| Data             | Luogo         | Paese   | Disciplina |
| ---------------- | ------------- | ------- | ---------- |
| 11 febbraio 2011 | Blue Mountain | Canada  | SX         |
| 15 gennaio 2013  | Megève        | Francia | SX         |
| 16 marzo 2013    | Åre           | Svezia  | SX         |

Legenda:

SX = ski cross

### Campionati tedeschi
- 3 medaglie[1]:
  - 3 bronzi (ski cross nel 2011; ski cross nel 2012; ski cross nel 2015).